# Escursionismo acquatico
L'escursionismo acquatico o acquatrekking è una forma di escursionismo che prevede la discesa dei fiumi, l'esplorazione costiera dei laghi e quella delle coste marine, alternando nuoto, camminate e arrampicate.
Richiede un minimo di allenamento fisico, ma è comunque alla portata di tutti con l'accortezza di scegliere percorsi adeguati al proprio livello di preparazione.
L'escursionismo acquatico si diffonde a partire dagli anni '80 in Francia e Spagna. Oggi ha preso piede anche in Italia, dove esistono diverse associazioni che offrono itinerari guidati accessibili a chiunque.
La conformazione orografica della penisola italiana offre opportunità innumerevoli: Alpi, Appennini e isole conservano numerosi ambienti quasi incontaminati lontani dalle rotte del turismo di massa, come le gole dell'Alcantara ,il torrente Calcinara in Sicilia,le valli interne della zona del lago di Garda o il Fiume Mercure a Viggianello, in Basilicata.

## Attrezzatura
Per l'escursionismo acquatico si utilizza uno zaino speciale a tenuta stagna nel quale viene riposto tutto il materiale necessario all'escursione o al bivacco che non si deve bagnare: tenda, cibo, indumenti. Oltre a una tuta leggera e alle scarpe da escursionismo è necessaria la muta per i percorsi acquatici, il casco, l'imbracatura e il salvagente. Generalmente l'attrezzatura necessaria può essere presa a noleggio dai gruppi organizzati.

## Sport ecologico
L'escursionismo acquatico è un modo di vivere la natura in completa fusione con l'ambiente: per questo le associazioni possono svolgere anche un'importante funzione ecologica, monitorando il territorio e segnalando eventuali zone che richiedono interventi di risanamento. Spesso le associazioni organizzano anche attività di promozione della salvaguardia ambientale e di valorizzazione del territorio.